# Anna Maria Ball
Pour les articles homonymes, voir Ball.
Anna Maria Ball (1785 - 28 mars 1871) est une philanthrope irlandaise,.

## La vie
Anna Maria Ball est née en 1785 au 5 Werburgh Street à Dublin. Elle est la seconde fille de John Ball, un marchand de soie, et de sa seconde épouse Mabel Clare (née Bennett). Elle fait ses études au St Mary's convent à Micklegate Bar dans le Yorkshire, de juillet 1800 jusqu'en 1803. À son retour à Dublin, elle commence son travail philanthropique. En novembre 1905, elle épouse un riche marchand de Dublin, John O'Brien. Elle apporte une dot de 5 000 £,.
Elle devient amie avec Marie Aikenhead à partir de 1807, quand elle assiste à la profession de sa sœur aînée Cecilia dans les Ursulines. Aikenhead rend visite régulièrement à Ball et à son mari à leur domicile, sur Mountjoy Square. Ensemble, elles rendent visite aux pauvres de Dublin. Elle est aussi une amie proche du futur archevêque de Dublin, Daniel Murray, une relation qu'elle utilise pour aider Aikenhead à la fondation des Sœurs de la Charité. En 1809, elle participe à la création du refuge d'Ashe Street à Dublin et supervise son déménagement à Stanhope Street en 1814 ainsi que sa prise en charge par le nouvel ordre des Sœurs de la Charité. Elle est une généreuse mécène des Sœurs de la Charité, aidant à la collecte de fonds pour le St. Vincent's Hospital et accompagnant trois sœurs à Paris pour des études d'infirmière en 1833. Ball rend également visite aux femmes détenues de la prison de Kilmainham et au Jervis Street Hospital. Elle est nommée directrice de l'école des sœurs de King's Inns Street, un poste qu'elle occupe jusqu'à ce que la vieillesse l'en empêche. Ball est également responsable des Sœurs de Lorette en Irlande, fondé par sa plus jeune sœur, Frances Mary Teresa de Balle. Elle fournit les fonds aux sœurs pour acheter leur maison sur St Stephen's Green.
Elle n'a pas eu d'enfants mais elle a élevé les trois enfants orphelins de son demi-frère aîné, John Ball, après sa mort en 1812. Elle meurt le 28 mars 1871 à son domicile de Mountjoy Square, après avoir été souffert de sénilité pendant deux ans. Un portrait de Ball par Nicolas Joseph Crowley de 1845 est conservé par les Sœurs de la Charité,.